# Саньцюй
Саньцюй (散曲) — жанр класичної китайської поезії, різновид цюй. Набула формування за часів династії Юань, а розвитку — в періоди Мін і Цін.

## Характеристика
Сформувалося внаслідок розвитку жанру ци, відходу наприкінці династії південна Сун від штампів та класичних методів скаладання віршів. В саньцюй можна було вставляти додаткові слова, які підпадали під дію ритмічних нормативів і найчастіше бралися з розмовної лексики. Також допускалися рими під рівними і під модулюючими тонами, використовувалася змінена система рим, що враховує звучання мовлення того часу. При цьому в саньцюй не дотримувалися характерні для ши і ци закони заощадження граматичних засобів, а широке використання різних допоміжних частин мови зробило текст виразнішим і природнішим.
Саньцюй відповідали смакам та світосприйняттю міського населення, їх автори поділялися на 2 типи: одні були ближчими до повсякденної мови та життєвих уявлень широких верств міського населення, інші тяжіли до традиційної культури, до тематики і стилю ци.
Саньцюй виконували соло. Поділялися на розрізнені сяолін — окремі вірші; таошу — цикли віршів, об'єднані темою і єдиною римою, а в музичному відношенні — загальною ладотональністю. У циклі може бути від 2 до 30 коротеньких (в середньому по 10-12 нерівностопних рядків) віршів.

## Відомі автори
- Гуань Ханьцін
- Бо Пу
- Ма Чжіюань
- Цяо Цзі
- Чжан Кецзю
- Чжан Янхао
- Лю Інь